# Lijst van koningen van Chenla
Dit is een lijst met voor zover bekend de koningen van het oude koninkrijk Chenla en de jaartallen van het jaar waarin ze regeerden. De hoofdstad was meestal gevestigd bij Ishanapura:

#### Chenla
- 487 - 514 koning Kaundinya Jayavarman
- 514 - 539 koning Rudravarman
- ongeveer 550 koning Bhavavarman I
- 600 - 616 koning Mahendravarman (alias Chitrasena)
- 616 - 635 koning Ishanavarman I
- onbekend

#### Water-Chenla
- 639 - 656 koning Bhavavarman II
- 657 - 681 koning Jayavarman I
- ongeveer 713 koningin Jayadevi
- 7e eeuw koning Nripatindravarman
- onbekend koning Pushkaraksha
- 8e eeuw koning Sambhuvarman
- laat 8e eeuw koning Rajendravarman I
- onbekend Mahipativarman

Hierna in 802 komt koning Jayavarman II aan de macht en vestigt zijn hoofdstad aan de noordkant van het meer van Tonlé Sap. Dit markeert het begin van het Khmer rijk.